# جيف ستانز
جيف ستانز (بالهولندية: Jeff Stans)‏ (20 مارس 1990 بفلاردينجن في هولندا - ) هو لاعب كرة قدم هولندي في مركز الوسط. لعب مع آر كي سي فالفيك ونادي إكسلسيور وناك بريدا.

## وصلات خارجية
- جيف ستانز على موقع قاعدة بيانات كرة القدم.إي يو (الإنجليزية)
- جيف ستانز على موقع Soccerway.com (الإنجليزية)
- جيف ستانز على موقع عالم كرة القدم.نت (الإنجليزية)